# 英格蘭足球丙級北部聯賽
英格蘭足球丙級北部聯賽是1921年至1958年英格蘭足球聯賽體制的一個級別，與丙級南部聯賽平行運作，經遴選參加聯賽及由高級聯賽降級的球隊會根據其地理位置劃入其中一個聯賽。一些英格蘭中部地區球隊會根據每個賽季兩個聯賽的構成而參加丙級北部聯賽或丙級南部聯賽。
丙級南部聯賽在1920年至1921年球季成立，參賽的22支球隊大部分來自南部聯賽。有意見認為英格蘭足球聯賽過於向南部傾斜，因此丙級北部聯賽隨之在1921年至1922年球季成立。在1920年至1921年球季排在乙級聯賽榜末，降級至這個新的聯賽級別，而在1919年至1920年球季降級的在丙級聯賽度過了一個賽季後也加入丙級北部聯賽，其餘18支球隊來自多個地區聯賽：中部聯賽、中央聯賽、東北部聯賽、蘭開夏聯盟及伯明翰聯盟。
參賽的20支球隊是：、克魯、阿興頓、達勒姆城、林肯城、巴羅、納爾遜、及羅奇代爾。丙級北部聯賽在1923年擴軍至22隊。
由丙級北部聯賽升級到乙級聯賽的名額只有一個，令升級變得異常困難。有8支球隊在30年來都停留在這個級別。冠軍球隊及都曾經在這個級別作賽。
丙級北部聯賽與丙級南部聯賽在1958年合併，建立丙級聯賽及丁級聯賽。

## 註腳
1. ↑  Fowler 2003，第67頁
2. ↑  Kynaston 2010，第465頁
3. ↑  Various 2006，第169頁